# Get Buck
"Get Buck" is de tweede single van Buck the World, het tweede album van Amerikaanse rapper Young Buck.
De single is geproduceerd door topproducer Polow Da Don. In de video van het nummer verschijnen vele rapartiesten, onder wie een aantal G-Unit Records-artiesten en Polow Da Don zelf. "Get Buck" piekte op nummer 87 in de Amerikaanse Billboard Hot 100.

## Hits
| Hitlijst             | Hoogste positie |
| -------------------- | --------------- |
| VS Billboard Hot 100 | 87              |